# Gallica
Gallica es la biblioteca digital de la Biblioteca Nacional de Francia y de sus asociados. Desde 1997 brinda un acceso gratuito y reúne más de 5 millones de documentos (libros en formato Epub, periódicos, revistas, imágenes, registros sonoros, mapas, manuscritos y videos). El 10 de febrero de 2010, Gallica digitalizó el documento número un millón, con la obra Escenas de la vida de Bohemia (Scènes de la vie de Bohème) de Henry Murger, escrita en 1913.
Toda la colección almacenada en Gallica alcanzó un volumen de 1.519 TB al 31 de diciembre de 2014.
Gallica pasa el umbral de 5 millones de documentos en febrero de 2019, con el manuscrito Relato de un viaje desafortunado realizado a las Indias Occidentales (Relation d'un voyage infortuné fait aux Indes occidentales) por el Capitán Fleury

## Características

### Colecciones
En agosto de 2017, Gallica proponía 4 252 443 documentos en consultación en línea, con un ritmo de 1500 páginas digitalizadas por día. Al primero de enero de 2020, Gallica cuenta con 6 573 228 documentos en línea, de los cuales, 702 538 son libros,  3 591 983 son fascículos de prensa y revistas, 1 410 638 son imágenes, 134 087 son manuscritos, 173 039 son mapas, 50 291 son particiones, 51 150 son registros sonoros, 457 839 son objetos y 1 663 son videos. Para que el texto pueda ser buscado en Gallica, a un cierto número de obras se le realizó el reconocimiento óptico de caracteres.
Para el 31 de diciembre de 2014, el total de la colección almacenada en Gallica y Gallica Intra muros representó un volumen de 1519 teraocteto.

## Historia

### Inicios del EPBF

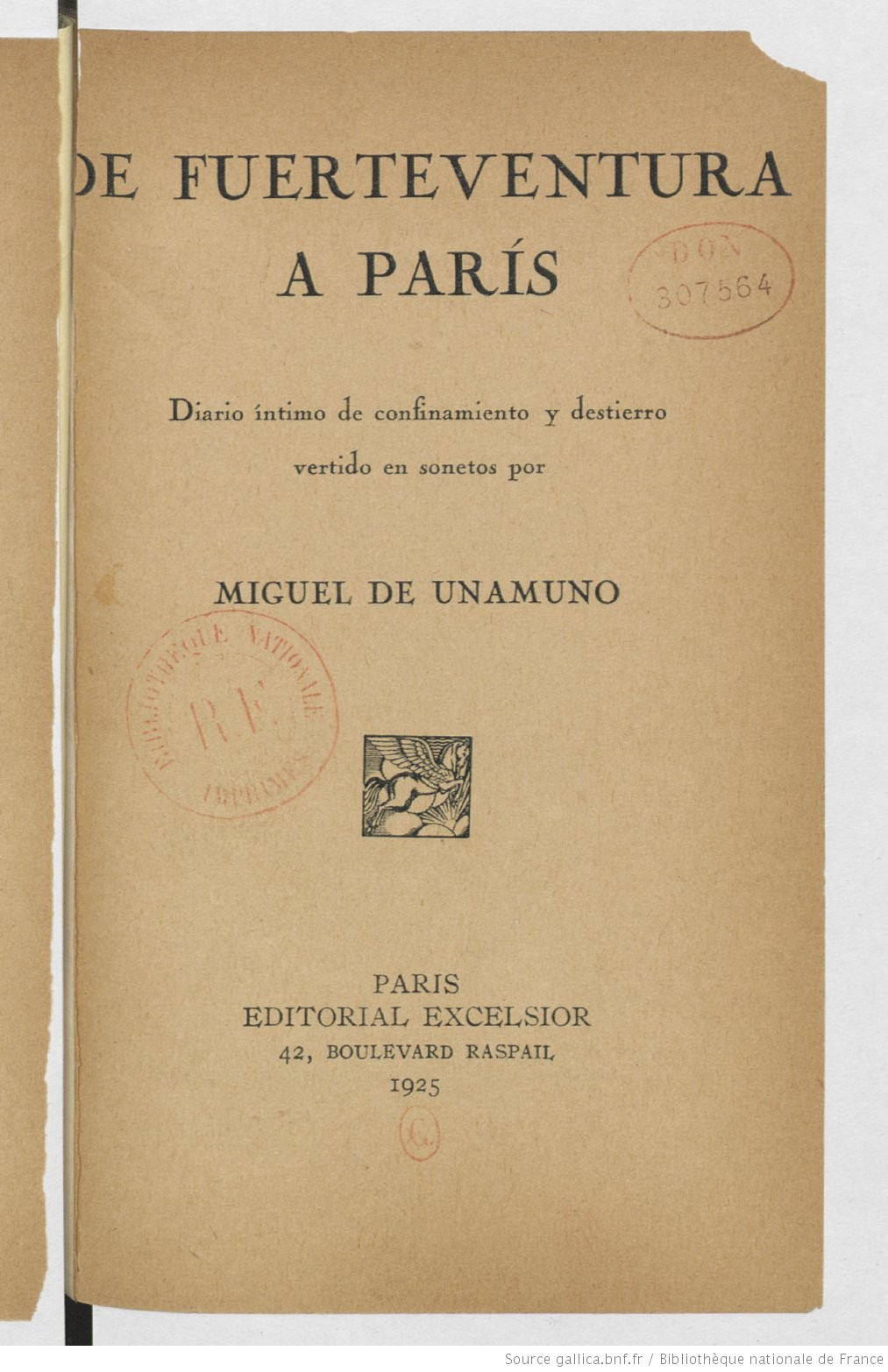
[https://gallica.bnf.fr/ark:/12148/bpt6k991424q/f15.image De Fuerteventura a Paris, Diario intimo de confinamiento y destierro vertido en sonetos por Miguel de Unamuno.

Las primeras imágenes digitalizadas remontan a 1992, luego del proyecto de constitución de la “colección de imágenes digitalizadas” iniciada en 1990, en el periodo del Establecimiento público de la Biblioteca de Francia (EPBF). El objetivo fijado a la época fue de 300 000 imágenes, con la idea de constituir la colección multimedia (incluyendo el sonido, los impresos, las imágenes fijas y animadas). La Biblioteca Nacional empezó en ese entonces a participar en los fondos, al mismo título que las instituciones privadas o los estudios fotográficos.
Luego de la fusión de la Biblioteca nacional y del EPBF (decidida por François Mitterrand) en 1994, la nueva Biblioteca Nacional de Francia (BNF) concederá un espacio más grande a las colecciones procedentes de sus propios fondos, en el proceso de digitalización. Estos representaron rápidamente la mitad del fondo digital. El servicio específico encargado hasta la fusión de comprar las obras a digitalizar, comenzará a trabajar con los Departamentos temáticos de la BNF para realizar la elección dentro de sus fondos; y el Departamento del Audiovisual, que principalmente trabajaba adquiriendo colecciones exteriores, estará ahora a cargo de seleccionar las imágenes de los fondos de los Departamentos especializados.

### Lanzamiento de Gallica
El servicio Web de Gallica es abierto el 10 de octubre de 1997. El proyecto tiene la ambición de convertirse en la “Biblioteca virtual del ser humano ilustrado”. Esta, propone un acceso a las obras y a los expedientes documentales, especialmente a los textos y a las imágenes francófonas del siglo XIX. El servidor, hasta ese momento, almacenaba 2 500 libros digitalizados en modo imagen y otros 250 libros digitalizados en modo texto (provenientes de la base Frantext del Instituto Nacional de la lengua francesa). Los libros son clasificados por disciplina, acompañados de una cronología del siglo XIX, y también de la síntesis sobre las grandes corrientes, de historia, de ciencias políticas, de derecho, de economía, de literatura, de filosofía, de ciencia y de la historia de las ciencias. Finalmente, se encontraba disponible, una muestra de la futura iconoteca, junto con el fondo del fotógrafo Eugène Atget, una selección de documentos sobre Pierre Loti, una colección de imágenes de la Escuela Nacional de Puentes y Caminos (sobre los grandes trabajos de la revolución industrial), y una selección de libros ilustrados de la biblioteca del Museo del hombre. En su lanzamiento, Gallica es considerada más como un “laboratorio cuyo objetivo es evaluar las condiciones de acceso y la consultación a distancia de los documentos digitalizados”, que como una biblioteca numérica.
Rápidamente, el proyecto toma un alcance muy diferente:  al inicio del año 1998, Gallica anuncia el objetivo de 100 000 volúmenes y 300 000 imágenes digitalizadas para el final del año 1999 (de los cuales, más de un tercio se relacionaba con el siglo XIX). La mitad de las 300 000 imágenes digitalizadas provienen de los departamentos especializados de la BNF, y la otra mitad de las colecciones de los Establecimientos públicos (por ejemplo: de los museos y las bibliotecas, de la documentación francesa, de la  Escuela Nacional de puentes y caminos, del Instituto Pasteur, del Observatorio de Paris, etc.) o privados (las agencias de prensa, como Magnum, l’Agence France-Presse, Sygma, Rapho, etc.). Pero, cuando llega el final de año, la BNF revisa sus expectativas a la baja: según Le Figaro, la BNF pasa “de una esperanza universalista, enciclopédica, a la necesidad de escoger editoriales especializados”, mientras que su presidente Jean-Pierre Angremy, informa la decisión del comité editorial de Gallica declarando:
« Nous avons décidé d’abandonner l’idée d’un vaste corpus encyclopédique de cent mille livres, auquel on pourrait sans cesse reprocher des trous. Nous nous orientons aujourd’hui vers des corpus thématiques, aussi complets que possibles, mais plus restreints. (...) Nous cherchons à répondre, en priorité, aux demandes des chercheurs et des lecteurs. »
Una segunda versión es puesta en línea en el año 2000. Los libros y los periódicos son escogidos título por título, mientras que los otros tipos de medios se digitalizan en grandes grupos. El modo imagen es el principal, y el modo texto quedara limitado a los textos ingresados por ciertas entidades, principalmente bajo el contexto del análisis y procesamiento digital de la lengua francesa.
Adicionalmente, se prepara un gran programa de digitalización de la prensa diaria nacional francesa, junto con las publicaciones de las sociedades científicas.
En el 2005, como respuesta a la iniciativa de Google búsqueda de libros, Jean-Noël Jeanneney publica Cuando Google desafía a Europa (Quand Google défie l’Europe), donde invoca una reacción europea, especialmente una reacción francesa. Después de este llamado, la Biblioteca Nacional de Francia, se compromete a la «digitalización en masa», con la aumentación de la cantidad de documentos puestos a disposición y el cambio progresivo hacia el modo texto por reconocimiento óptico de caracteres.

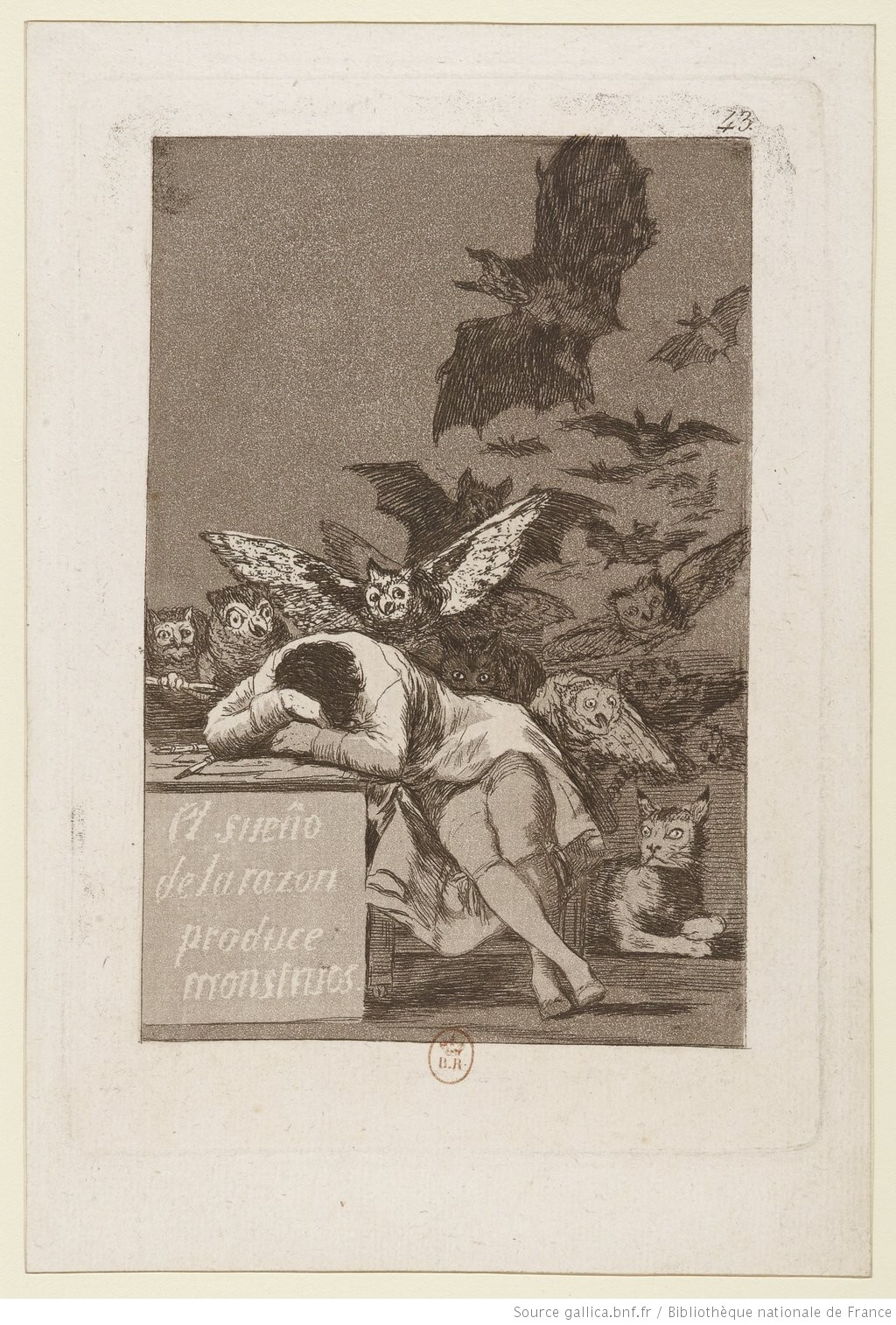
[https://gallica.bnf.fr/ark:/12148/btv1b8451810w/f1.item P43: El sueno de la razón produce monstruos, Caprichos de Goya

En noviembre de 2007 se pasó un nuevo acuerdo con Safig, que provee la digitalización de 300 000 libros en tres años, en modo imagen o en modo texto. La elección individual de libros se abandona a favor de un sistema de «rangos de signaturas».
Gallica2, la tercera versión de Gallica se emprendió en noviembre de 2007, mientras que la versión anterior quedara temporalmente disponible. Basándose en el indexador web Lucene, esta versión quiere ser la síntesis de Gallica y del prototipo Europeana. Gallica2 busca desarrollar la personalización de la interfaz.
Siempre en respuesta a Google, Gallica lanzó un proyecto de integración de las obras con derechos, en colaboración con la Biblioteca nacional de Francia, la Dirección del libro y de la lectura, el Centro Nacional del Libro y el Sindicato nacional de la edición. El motor de búsqueda da acceso al instante a los documentos libres y a los documentos con derechos; los distribuidores pueden decidir libremente las condiciones de consultación del texto completo. Gallica también da acceso a las bibliotecas virtuales asociadas a través del Protocolo OAI-PMH.
En marzo del año 2009, la interfaz que había estado provisionalmente disponible es cerrada, permitiendo la reunificación de Gallica y Gallica2 y el comienzo de la digitalización de las colecciones especializadas. La interfaz cambia nuevamente el 19 de febrero de 2010.
Por otra parte, el informe de la misión Tessier, entregado el 12 de enero de 2010, provee ciertas evoluciones en Gallica que la podrían separar de la BnF y transformarla en una interfaz de consultación de diversos documentos digitalizados.
El 29 de julio de 2011, L’Avenir es el documento 1 500 000 digitalizado.
El 12 de marzo de 2012, se establece en la Biblioteca nacional de Francia el servicio Gallica intramuros, dando acceso únicamente desde la biblioteca de investigación a los documentos que están bajo derechos de autor.

## Departamentos

### Departamentos de manuscritos (iluminaciones)
- San Augustín, Ciudad de Dios (Cité de Dieu)
- Benoît de Sainte-Maure, Novela de Troya (Roman de Troie)
- Boccace, Casos de hombres nobles y mujeres
- Boccace, Mujeres claras y nobles
- Crónica Universal
- Diálogo de un caballero y del cristianismo
- Eneas
- Flavio Josefo, Antigüedades  del judaísmo
- Flavio Josefo, Guerra de los judíos
- Grandes Crónicas de la Francia
- Guyart des Moulins, Bible historiale
- Guillaume Fillastre, Toison d'Or
- Historia Antigua hasta César
- Historia de Merlin
- Historia del Santo Grial
- Jean de Wavrin, Crónicas de Inglaterra
- Jean Mansel, Fleur des Histoires
- Lanzarote del lago
- Leonardo Bruni, Guerra púnica
- Muerte del rey Arturo
- Ovidio, Las metamorfosis
- Pierre Choque
- Queste del Santo Grial
- Quinto Cursio Rufo, Historia de lejandro el grande
- Raoul Lefèvre, Historias de Troyes
- Novela de Thèbes
- Historias de la Mesa Redonda
- Tito Livio, Historia romana
- Tristan de Léonois
- Tres hijos del rey
- Valère Maxime, Hechos y dichos mémorables (Faits et dits mémorables)La Paloma de Toledo, Comedia Famosa, De Lope de Vega Carpio

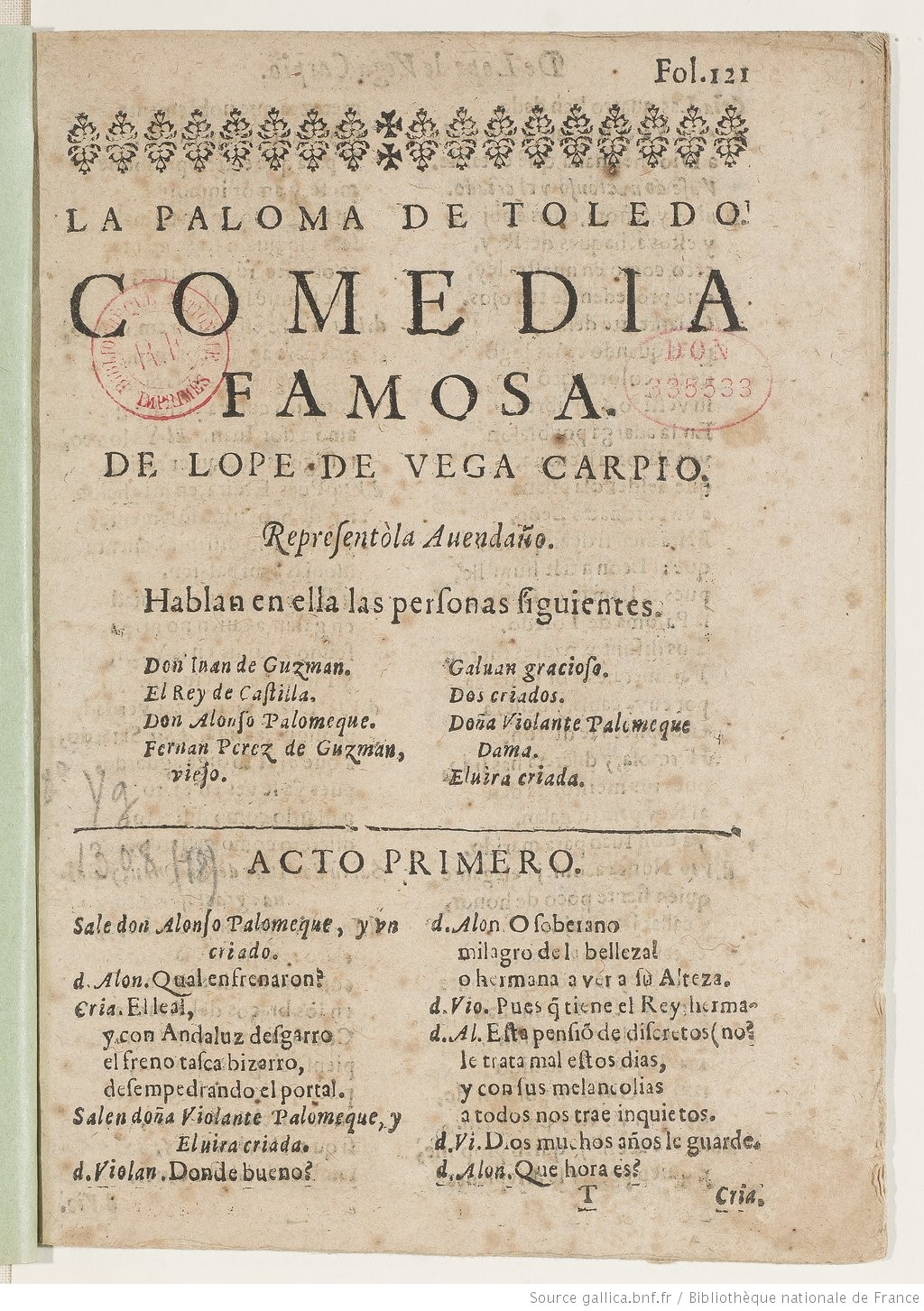
[https://gallica.bnf.fr/ark:/12148/bpt6k858076q/f3.image La Paloma de Toledo, Comedia Famosa, De Lope de Vega Carpio

#### Manuscritos Orientales
- Ahmedî, Iskender-nâma
- Kâtib Tchelebî, Djihân-Nüma
- Mîr Haydar, Mirâdj-nâma
- Tcherkes Aghâ Yûsuf Pâshâ, Safarnâme
- Zubdet el-Tevarikh

### Departamento de Artes del espectáculo
Este ofrece la iconografía sobre las artes del espectáculo, tales como el Teatro, la Danza, el Circo y las Marionetas.
Desde el año 2010, se encuentran en línea 50 000 fotografías contemporáneas del espectáculo: las fotografías de Jöel Verhoustraeten y de Daniel Cande. J. Verhoustraeten y D. Cande siguen siendo los titulares de los derechos de explotación pero han aceptado la publicación en internet de sus imágenes.

### Departamento de mapas y planos
Mapas, planos realizados a mano alzada o litografías, los más grandes cartógrafos, Gerardus Mercator, Jodocus Hondius, Willem Blaeu, Nicolas de Fer, Nicolas Sanson, etc.

### Departamento de Ciencia y tecnología
Este departamento propone fuentes valiosas para la historia de la ciencia.
En el marco del polo asociado, Digitalización colaborativa en matemáticas, entre la Biblioteca Nacional de Francia y la célula MathDoc, el portal de Gallica-Math ha sido constituido. Mediante una indexación precisa de los documentos, este portal proporciona un fácil acceso a una parte de los fondos matemáticos de Gallica: las obras completas de matemáticos célebres (Abel, Beltrami, Carnot, Cauchy, D’Alembert, Dirichlet, Euler, Fourier, Jacobi, Klein, Lagrange, Laguerre, Laplace, Möbius, Riemann) y el Diario de matemáticas puras y aplicadas (Journal de mathématiques pures et appliquées) creado por Liouville en 1836. Además, la digitalización del Directorio bibliográfico de las ciencias matemáticas (Répertoire bibliographique des sciences mathématiques) se completo con una base de datos que permite búsquedas precisas, navegación múltiple en el directorio y el acceso a numerosos documentos originales digitalizados. El catálogo LINUM integra las obras de matemáticas que tiene Gallica, junto con las obras que tienen otras bibliotecas extranjeras (Cornell, Göttingen, Míchigan). El conjunto de estos documentos se reúnen en el sitio mini-dml, como por ejemplo, el servicio OAI que es de una gran utilidad para los investigadores matemáticos.

### Temas representados
Gallica también presenta selecciones editoriales, los documentos son agrupados en conjuntos temáticos, geográficos o por tipo de documentos y se acompañan de textos de presentación:
- Artes, pasatiempos y deporte,[19] incluido el tema de los caballos y la equitación, con 220 títulos especializados y más de 250 estampas para el año 2011, que dan testimonio del lugar tan importante que ocupa este animal en la cultura y en la historia de Francia;[20]
- Derecho y Economía;[21]
- Literatura;[22]
- Historia;[23]
- Ciencias;[24]
- África;[25]
- Las Américas;[26]
- Asia;[27]
- Europa;[28]
- Francia;[29]
- Mapas y globos;[30]
- Registros sonoros;[31]
- Imágenes,[32] tales como los afiches, las estampas, las fotografías;
- Libros;[33]
- Manuscritos,[34]
- Objetos,[35] incluyendo entre otros objetos, las monedas, las medallas, las máscaras, las marionetas, los objetos de arte y los aparatos de grabación y de lectura de documentos sonoros, video y multimedia;
- Partituras;[36]
- Prensa y revistas;[37]
- Videos[38] de documentales y conferencias, algunos de los cuales están dedicados a la prehistoria y a la Antigüedad.[39]

## Gallica «marca blanca»
Desde el año 2013, la BNF ofrece a las bibliotecas que deseen difundir sus contenidos, y que no cuenten con su propia herramienta, de utilizar Gallica de «marca blanca». La aplicación es desarrollada y alojada por la BNF, pero cuenta con un diseño limpio que permite a la biblioteca que la quiere utilizar, de apropiarse de la herramienta.
La biblioteca nacional y universitaria de Estrasburgo, es el primer establecimiento en firmar una cooperación con la BNF para su biblioteca digital Numistral, que abrió al público el 4 de octubre de 2013. Para enero de 2020, serán 8 las bibliotecas digitales que estarán impulsadas por Gallica marca blanca.